# Ducé 2 la nonocité
 (mars 2025).
La mise en forme du texte ne suit pas les recommandations de Wikipédia : il faut le « wikifier ».
Les points d'amélioration suivants sont les cas les plus fréquents :
- Les titres sont pré-formatés par le logiciel. Ils ne sont ni en capitales, ni en gras.
- Le texte ne doit pas être écrit en capitales (les noms de famille non plus), ni en gras, ni en italique, ni en « petit »…
- Le gras n'est utilisé que pour surligner le titre de l'article dans l'introduction, une seule fois.
- L'italique est rarement utilisé : mots en langue étrangère, titres d'œuvres, noms de bateaux, etc.
- Les citations ne sont pas en italique mais en corps de texte normal. Elles sont entourées par des guillemets français : « et ».
- Les listes à puces sont à éviter, des paragraphes rédigés étant largement préférés. Les tableaux sont à réserver à la présentation de données structurées (résultats, etc.).
- Les appels de note de bas de page (petits chiffres en exposant, introduits par l'outil «  Source ») sont à placer entre la fin de phrase et le point final[comme ça].
- Les liens internes (vers d'autres articles de Wikipédia) sont à choisir avec parcimonie. Créez des liens vers des articles approfondissant le sujet. Les termes génériques sans rapport avec le sujet sont à éviter, ainsi que les répétitions de liens vers un même terme.
- Les liens externes sont à placer uniquement dans une section « Liens externes », à la fin de l'article. Ces liens sont à choisir avec parcimonie suivant les règles définies. Si un lien sert de source à l'article, son insertion dans le texte est à faire par les notes de bas de page.
- La présentation des références doit suivre les conventions bibliographiques. Il est recommandé d'utiliser les modèles {{Ouvrage}}, {{Chapitre}}, {{Article}}, {{Lien web}} et/ou {{Bibliographie}}. Le mode d'édition visuel peut mettre en forme automatiquement les références.
- Insérer une infobox (cadre d'informations à droite) n'est pas obligatoire pour parachever la mise en page.

Pour une aide détaillée, merci de consulter Aide:Wikification.
Si vous pensez que ces points ont été résolus, vous pouvez retirer ce bandeau et améliorer la mise en forme d'un autre article.
 (mars 2025).
Motif : Source secondaire centrée trop légère
- Archive Wikiwix
- Bing
- Cairn
- DuckDuckGo
- E. Universalis
- Gallica
- Google
- G. Books
- G. News
- G. Scholar
- Persée
- Qwant
- (zh) Baidu
- (ru) Yandex
- (wd) trouver des œuvres sur Wikidata

| 1. | Préciser le motif de la pose du bandeau. | Précisez le motif de la pose du bandeau en utilisant la syntaxe suivante : {{admissibilité à vérifier\|date=avril 2025\|motif=remplacez ce texte par le motif}}                         |
| 2. | Informer les utilisateurs concernés.     | Pensez à avertir le créateur de l'article, par exemple, en insérant le code ci-dessous sur sa page de discussion : {{subst:avertissement admissibilité à vérifier\|Ducé 2 la nonocité}} |

Ducé 2 La Nonocité, de son vrai nom Nicolas Rodrigue Pidouche Offinobi, est un musicien congolais né en 1982 à Cotonou, au Bénin. Il est connu pour son style musical unique, baptisé "Nonocité", qui mélange des éléments d'Afro-pop, de hip-hop et d'electro-pop.

## Biographie
Né à Cotonou, Ducé 2 La Nonocité a grandi en écoutant des artistes comme Koffi Olomidé, Franco et Michael Jackson, qui ont influencé son style musical. Installé à Brazzaville, il a commencé sa carrière musicale sous l'alias de Ducé 2 La Nonocité. Ses premiers singles, "La Bonne Humeur" en 2011 et "Ntsaka" en 2012, ont montré une approche enjouée et globale de la musique. Son premier album, "Ekoya", est sorti en 2013.

## Discographie
La discographie de Ducé 2 La Nonocité comprend plusieurs albums et singles notables. En 2016, il a sorti la collection "EYA, Vol. 1", qui a été suivie par des collaborations avec des rappeurs comme Jay-Killah et Biz Ice. En 2020, il a publié le single "Tika Nga". Plus récemment, il a sorti le single "Na Kat' Ya Poso" en 2024.

## Style musical
Le style musical de Ducé 2 La Nonocité est caractérisé par une fusion de genres, allant de l'Afro-pop au hip-hop et à l'electro-pop. Cette diversité dans son approche musicale lui a permis de se démarquer dans la scène musicale africaine.

## Activités récentes
En plus de sa musique, Ducé 2 La Nonocité a été choisi comme influenceur digital par une compagnie de téléphonie mobile . Cela reflète son impact croissant dans l'univers musical national et international. Malgré son succès, il continue à équilibrer sa carrière musicale avec d'autres activités professionnelles.